# Selworthy
Selworthy is een civil parish in het bestuurlijke gebied Somerset West and Taunton, in het Engelse graafschap Somerset met 477 inwoners.